# Zalesie (Bystrzyca Kłodzka)

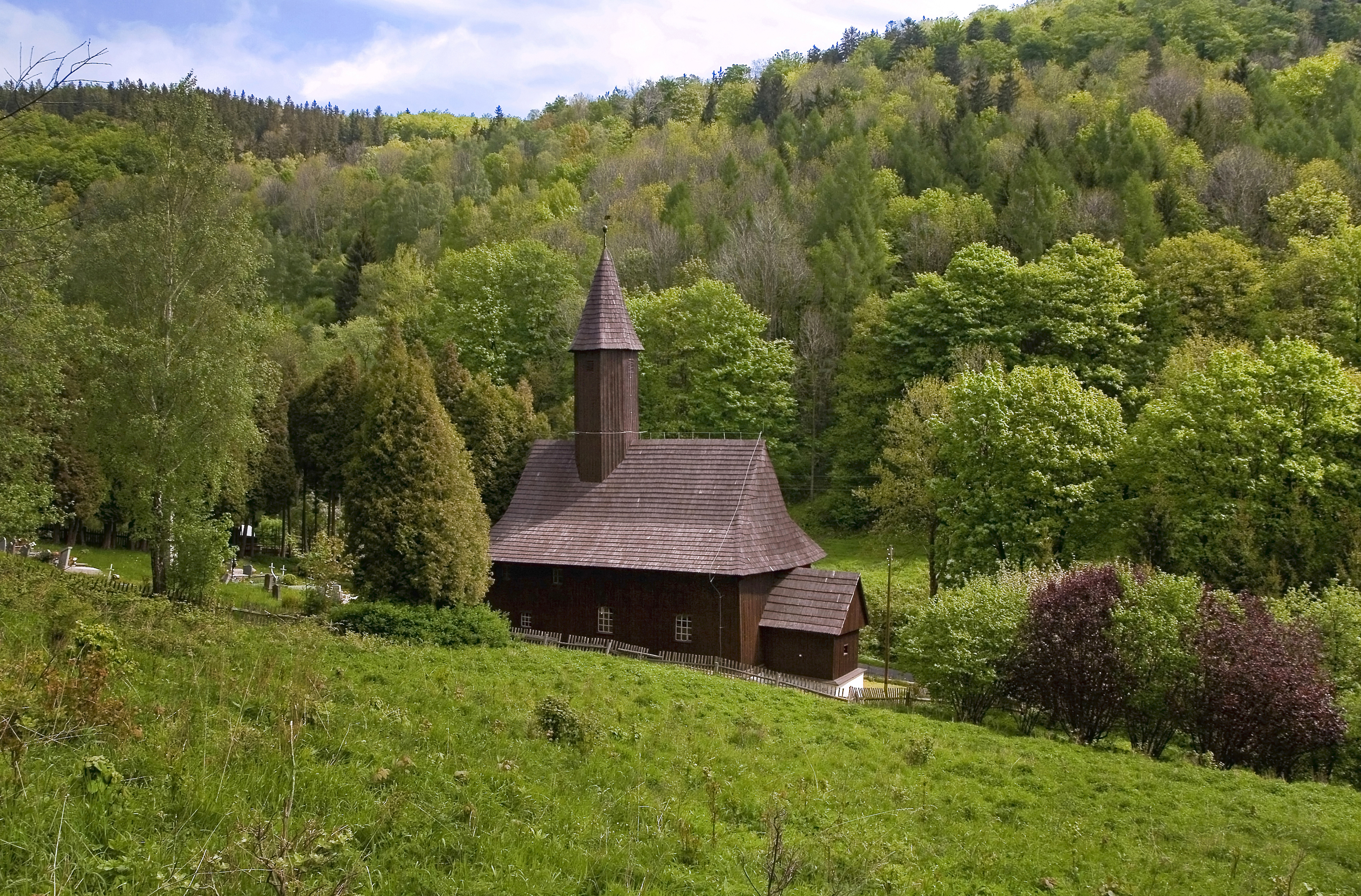
St.-Anna-Kirche

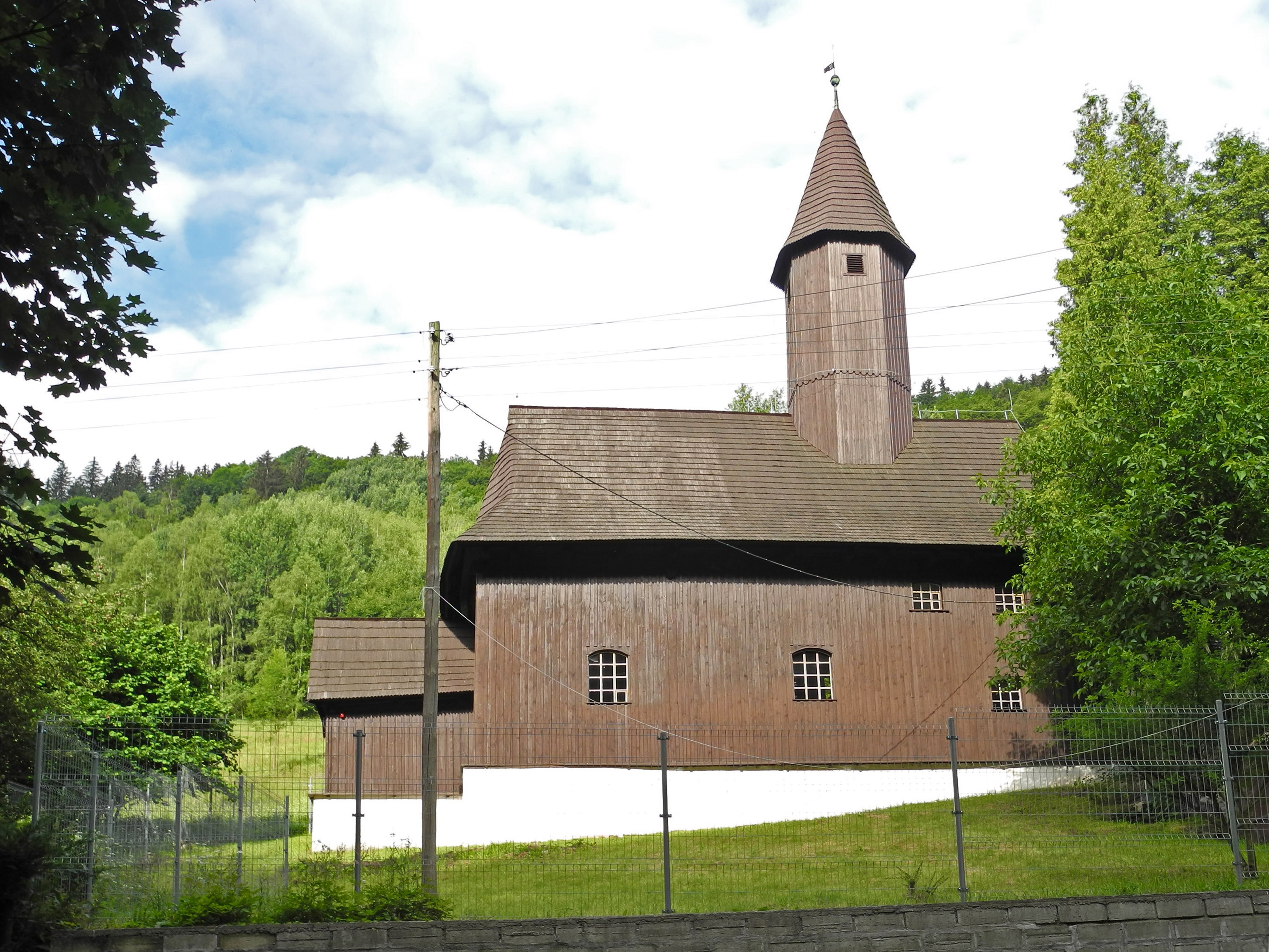
St.-Anna-Kirche

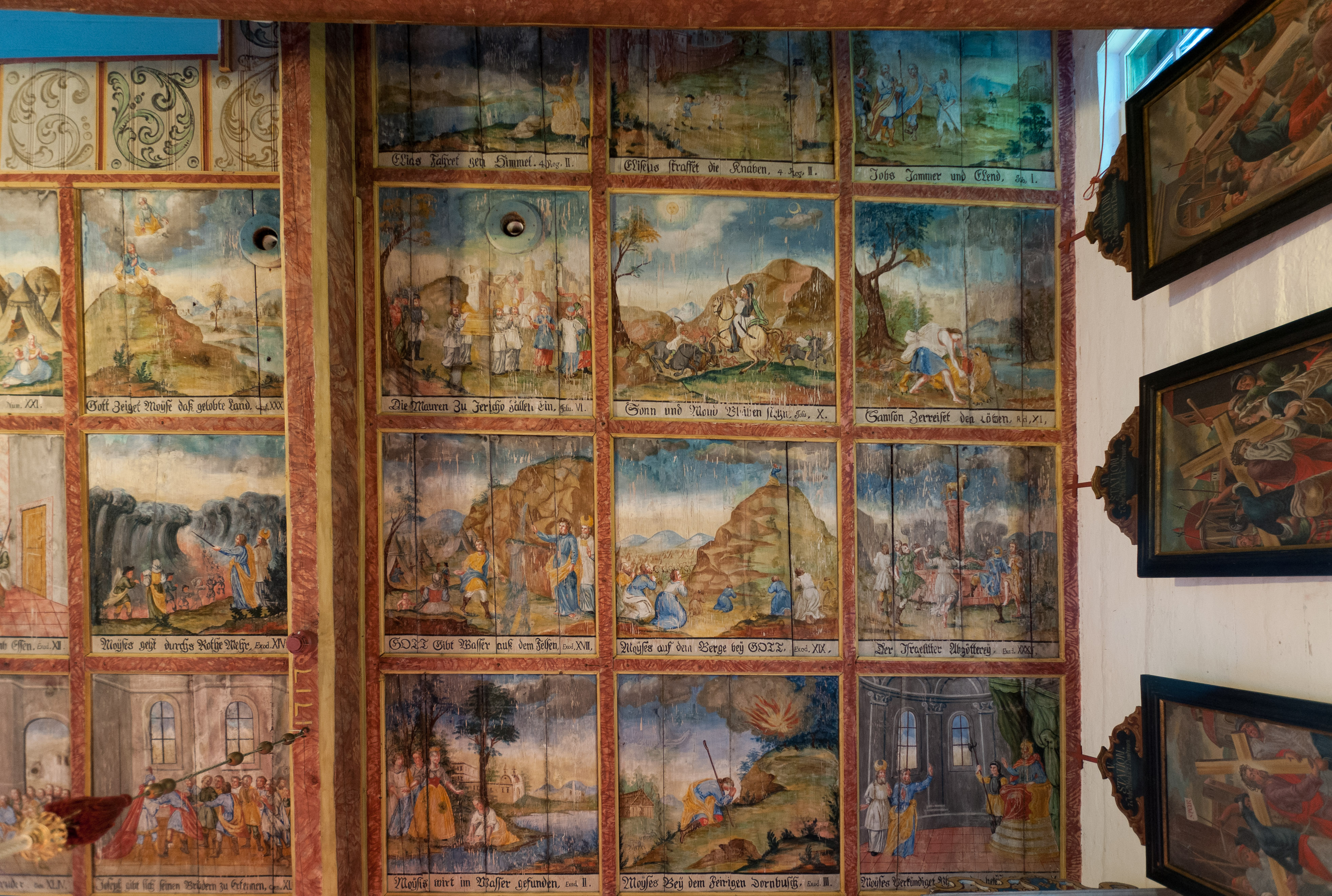
Malereien an der Kassettendecke

Zalesie (deutsch: Spätenwalde) ist ein Ort in der Stadt- und Landgemeinde Bystrzyca Kłodzka im Powiat Kłodzki der Woiwodschaft Niederschlesien in Polen. Es liegt fünf Kilometer nordwestlich von Bystrzyca Kłodzka (Habelschwerdt).

## Geographie
Zalesie liegt im Süden des Glatzer Kessels am östlichen Abhang des Habelschwerdter Gebirges, zu dem es sich hinaufzieht. Nachbarorte sind Stara Łomnica (Alt Lomnitz) und Szczawina (Neu Brunn) im Norden, Szklarka (Glasendorf) im Nordosten, Stara Bystrzyca (Alt Weistritz) im Südosten, Nowa Bystrzyca (Neu Weistritz) im Süden, Wójtowice (Voigtsdorf) im Südwesten und Huta (Hüttenguth) im Nordwesten. Nordwestlich des Ortes verläuft eine fünf Kilometer lange Waldschneise, die als „Spätenwalder Ewigkeit“ bezeichnet wurde. Nördlich liegt die 711 hohe Jestelkoppe (polnisch Koszela).

## Geschichte
Spätenwalde wurde 1411 in der Schreibweise „Spetenwalde“ erstmals erwähnt. Es gehörte zum Glatzer Land, mit dem es die Geschichte seiner politischen und kirchlichen Zugehörigkeit teilte und war zur Pfarrkirche St. Michael in Habelschwerdt gewidmet. Im oberen Ortsteil befand sich ein Freirichtergut. Wegen der weiten Entfernung zur Pfarrkirche Habelschwerdt wurde 1711 eine Begräbniskapelle erbaut, die später zur Filialkirche umgewidmet wurde.
Nach dem Ersten Schlesischen Krieg 1742 und endgültig mit dem Hubertusburger Frieden 1763 kam Spätenwalde zusammen mit der Grafschaft Glatz an Preußen. Nach der Neugliederung Preußens gehörte es ab 1815 zur Provinz Schlesien und war zunächst dem Landkreis Glatz und ab 1818 dem neu geschaffenen Landkreis Habelschwerdt eingegliedert, mit dem es bis 1945 verbunden blieb. Ab 1874 gehörte die Landgemeinde Spätenwalde zusammen mit den Landgemeinden Alt Weistritz, Hammer, Hüttenguth, Krotenpfuhl, Neu Weistritz und Voigtsdorf zum Amtsbezirk Alt Weistritz. 1882 starben mehrere Einwohner durch ein Hochwasser, das weite Teile von Spätenwalde vernichtete. 1939 wurden 194 Einwohner gezählt.
Als Folge des Zweiten Weltkriegs fiel Spätenwalde 1945 mit dem größten Teil Schlesiens an Polen und wurde in Zalesie umbenannt. Die deutsche Bevölkerung wurde 1946 vertrieben. Die neu angesiedelten Bewohner waren teilweise Zwangsumgesiedelte aus Ostpolen, das an die Sowjetunion gefallen war. Zahlreiche von ihnen verließen Zalesie nachfolgend wieder, wodurch die Anzahl der Häuser und der Einwohner deutlich zurückging. 1975–1998 gehörte Zalesie zur Woiwodschaft Wałbrzych (Waldenburg).

## Sehenswürdigkeiten
- Die spätere Filialkirche mit dem Patrozinium der hl. Anna wurde um 1711 als Begräbniskapelle errichtet. Sie stellt eine einzigartige Sehenswürdigkeit dar. Der Holzbau ist mit einem Schindeldach bedeckt, auf dem sich ein Glockentürmchen befindet. Die hölzerne Kassettendecke, die Brüstung der Chorempore sowie die Kanzel wurden 1722 mit 53 Bildern aus dem Alten und drei Bildern aus dem Neuen Testament bemalt. Die Bilder sind mit einem altertümlichen Deutsch beschriftet und entstanden vermutlich als sogenannte Armenbibel. Der Renaissancealtar aus der Zeit um 1620 wurde vermutlich für eine protestantische Kirche geschaffen und nach der Gegenreformation an die Spätenwalder Kirche abgegeben. Dort wurde er um einige Engel und die Krönung Mariens ergänzt. Das Altarbild der hl. Anna stammt aus neuerer Zeit. Auf acht kleinen Ölbildern werden das Leben Jesu sowie das Abendmahl Jesu dargestellt. Im Giebel der Vorhalle befindet sich eine alte holzgeschnitzte Pietà. An dieser Kirche wirkte von 1939 bis 1941 als Kaplan und späterer Märtyrer, der sel. Gerhard Hirschfelder (1907–1942).